# Scotorepens greyii
Scotorepens greyii és una espècie de ratpenat de la família dels vespertiliònids. Viu a Austràlia. El seu hàbitat natural és prop de masses d'aigua dins dels boscos oberts i plans àrids. Es refugia en colònies d'uns pocs individus fins a uns vint animals en buits dels arbres, edificis en desús i altres estructures disponibles. No hi ha cap amenaça significativa per a la supervivència d'aquesta espècie.